# トゥレイン・タン・ズィン
ウ・トゥレイン・タン・ズィン（ビルマ語: ဦးသူရိန်သန့်ဇင် U Thurain Thant Zin、1959年 - ）は、ミャンマーの軍人、外交官。2015年9月より駐日ミャンマー大使。前任者フラ・ミンおよびキン・マウン・ティンに続き3代続けての軍人上がりの駐日大使である。

## 経歴
1959年生まれ。ミャンマー国軍士官学校（DSA）卒業後、国軍に入隊。同学校などで勤務して学部長も務めた。2006年に自衛隊の招聘により初めて訪日。2012年からは外交畑に転じて、外務省へ入省。

## 駐日大使として
2015年7月12日に駐日ミャンマー大使を拝命、同年9月に着任。同年10月21日、皇居で信任状を捧呈。
2017年4月29日、大使は夫人を伴ってキリシマツツジの咲き誇る時期の念佛宗三寶山無量壽寺を参拝した。